# Laurence Vilaine
Pour les articles homonymes, voir Vilaine (homonymie).
Laurence Vilaine est une femme de lettres française, née le 5 août 1965, à Tours.

## Biographie
Après des études universitaires d’anglais, Laurence Vilaine parcourt pendant plusieurs années les pays d'Europe de l'Est. Elle s'installe ensuite à Nantes et se consacre à des travaux journalistiques pour différents supports de communication. 

## Carrière professionnelle
Entre 1994 et 2009, Laurence Vilaine travaille à la rédaction de guides touristiques et livres de voyage pour Gallimard, Actes Sud, Ouest-France et les éditions MeMo.
Elle publie son premier roman, Le silence ne sera qu’un souvenir chez Gaïa Éditions en 2011. À travers les confessions du personnage de Mikluš, son récit s’attache à l’histoire d’une communauté rom installée sur une rive slovaque du Danube. 
Laurence Vilaine signe en 2012 l'adaptation de l’anglais Bhimayana, un récit illustré de Subhash Vyam et Durgabai Vyam relatant la vie de l’homme politique indien Ambedkar aux éditions MeMo.
En 2014, elle est lauréate d’une résidence d’écriture au Chalet Mauriac en Aquitaine,. 
L'auteure est accueillie à l’automne par l’association La Marelle à Marseille puis en Algérie afin de mener Tambour battant, un projet d'écriture participatif avec une dizaine de femmes algériennes. 
De cette expérience naît, J'entends des chants de femmes, une création littéraire, sonore et visuelle menée à la Villa Abd-el-Tif en 2016. Le projet en résidence début janvier 2017 à la Maison Julien Gracq de Saint-Florent-le-Vieil, conduit à une lecture polyphonique avec deux femmes d’Alger sur des images de la vidéaste Catherine Charlot.
Son second roman La Grande Villa est publié aux Éditions Gaïa en 2016. Un ouvrage autobiographique rédigé peu de temps après le décès de son père.
Laurence Vilaine est membre de la Maison des écrivains et de la littérature (MEL), créée à Paris en 1986.

### Romans
- 2011 : Le silence ne sera qu’un souvenir, 176p, Gaïa Éditions, Collection Poche,  (ISBN 978-2-84720-203-8)
- 2014 : Le silence ne sera qu’un souvenir, 176 p, Réédition, collection Babel, Actes Sud (ISBN 978-2-330-03424-5)
- 2016 : La Grande Villa, 84 p, Gaïa Éditions,  (ISBN 978-2-84720-715-6)
- 2020: La Géante, 192 p, Zulma,  (ISBN 978-2-84304-973-6)

### Beaux livres illustrés
- 2012 : Bhimayana, récit illustré de Subhash Vyam et Durgabai Vyam, 116 p, Éditions MeMo,  (ISBN 9782352891536)

## Récompenses
- 2012 : Prix des Grandes Écoles pour Le silence ne sera qu’un souvenir
- 2012 : Prix ENS de Cachan pour Le silence ne sera qu’un souvenir [12]